# نور الدين حشاد
نور الدين حشاد (22 يوليو 1944 - 28 فبراير 2025)، هو سياسي تونسي. وهو نجل الزعيم الراحل فرحات حشاد.

## المولد والنشأة
ولد نورالدين حشاد يوم 22 جويلية 1944 بمدينة صفاقس وهو رجل سياسة وهو الابن الأكبر للزعيم الوطني فرحات حشاد الذي اغتيل يوم 5 ديسمبر 1952 من قبل مصالح المخابرات الاستعمارية الفرنسية، وهو ابن السيدة أم الخير حشاد. والعائلة أصيلة قرية العباسية من جزر قرقنة استقرت في صفاقس منذ سنة 1934.
لم يبلغ نور الدين حشاد سن الثامنة حين استشهد والده-وحتى تتفادى السلطات الاستعمارية الفرنسية ردة فعل غاضبة من الجماهير التونسية، قامت بتسليم جثمان الراحل مختوما بالرصاص إلى أسرته الصغيرة في عرض البحر بين مدينة صفاقس وجزر قرقنة مسقط رأس حشاد.
قبل الدفن، شكت ارملة الشهيد في ما يحتويه التابوت فتعللت بشعيرة إسلامية تقضي بوجوب «تغسيل» الميت قبل الدفن رغم أن هذا الواجب يسقط إذا تعلق الأمر بشهيد، وهي مصحوبة بابنها نورالدين فتحت التابوت وتثبتت منه.

## نضج مبكر
شيئا فشيئا أصبح السيد نورالدين حشاد «رب العائلة» والمسؤول عن تربية ودراسة أخوته –الناصر-جميلة-سميرة-وعن دراسته هو، وبعد نيل الشهادة الابتدائية، زوال دراسته الثانوية بالمعهد الصادي حيث تحصل على شهادة الباكالوريا ليواصل دراسة جامعية مزدوجة بباريس في اختصاصي التاريخ واقتصاد السياحة مجتهدا في توفير مستلزمات هذه الأسرة التي رفضت كل تعويض أو مقابل من أية جهة كانت وعاشت على منحة شهرية من الدولة التونسية.

## دراسات عليا في اقتصاد السياحة والتاريخ
وهكذا تحصل سنة 1970 على ديبلوم في اقتصاد السياحة والتصرف فيها ثم ديبلوم الدراسات العليا في اقتصاد السياحة سنة 1972 من جامعة السربون وبالتوازي تحصل على الليسانس في التاريخ (باكالوريا+ 4 سنوات في ذلك الوقت).
وفي سنة 1982 ومن جامعة نيس بفرنسا تحصل على الأستاذية في التاريخ التي كانت تعتبر مرحلة ثالثة وقد قدم رسالة بحث في تأسيس الاتحاد العام التونسي للشغل وتجربة حشاد الناجحة وفي سنة 1986 تحصل على شهادة الدكتوراه من جامعة نيس وقد تناول بالبحث استقلال تونس.

## قيادي في المجتمع المدني
تحمل نور الدين حشاد عدة مسؤوليات داخل النسيج الجمعياتي للبلاد فقد انتخب كاتبا عاما للشبيبة المدرسية وتحمل المسؤولية من أكتوبر 1963 إلى جوان 1964 كما ترأس نادي الشباب بمنفلوري (تونس العاصمة) من أكتوبر 1964 إلى جوان 1965. وترأس أيضا الجمعية التونسية لسياحة الشباب من جوان 1965 إلى أكتوبر 1972.

## الحياة المهنية
بعد مسيرة مهنية من الميدان السياحي دامت من سنة 1974 إلى سنة 1976 كرئيس مدير عام للشركة التونسية لسياحة الشباب، عين السيد نورالدين حشاد واليا على المهدية وذلك سنة 1976 في ظرف اتسم بالتوتر السياسي حيث انتهت بإطلاق الرصاص على المتظاهرين فرفض الوالي نورالدين حشادإعطاء الاذن للشرطة بالمهدية لإطلاق النار على الجماهير يوم الاضراب العام 26 جانفي 1978 وقدم استقالته حالا مستعفيا من مهامه كوالي.

## نائب للشعب
انتخب نور الدين حشاد نائبا بمجلس الأمة عن قائمة موسعة وذلك في نوفمبر 1979 ومارس مهامه إلى نوفمبر 1981.

## دور محوري في حل الازمة النقابية (1980 – 1981)
بعد هذه الأحداث عاشت تونس ازمة خانقة واحداثا خطيرة وأوضاعا اجتماعية متأزمة حيث كان لا بد من التصالح مع الاتحاد العام التونسي للشغل، وفي سنة 1980 حظي السيد نورالدين حشاد بإجماع كل النقابين من مختلف الحساسيات فقبلوا به وسيطا بين الحكومة والاتحاد وهو بهذه الصفة ترأس اللجنة الوطنية النقابية (3 أكتوبر 1980 – 2 ماي 1981) التي نجحت في تنظيم المؤتمر الاستثنائي للاتحاد يومي 29 و30 أفريل 1981 بقفصة.

## الدبلوماسية الفاعلة
عين نور الدين حشاد سنة 1981 في سن 37 سفيرا للجمهورية التونسية ببلجيكا ولدى المجموعة الاقتصادية الأوروبية ثم انتقل بنفس الخطة إلى الجزائر وفي يوم 23 أكتوبر 1985 عين وزيرا للشغل وفي تلك الفترة اكتشف انه مصاب بمرض خبيث أجبره على الابتعاد عن الوزارة لمدة 4 أشهر وذلك قبل ان يستقيل يوم 23 جوان 1986 مباشرة إثر انعقاد الندوة السنوية للمكتب الدوليللشغل بجينيف.
ابتداء من سنة 1987 مثل السيد نورالدين حشاد منظمة الوحدة الأفريقية لدى هيئة الأمم المتحدة بجينيف وفي سنة 1993 عين سفيرا للجمهورية التونسية بإيطاليا وفي سنة 1997 عين أمينا عامامساعدا لجامعة الدول العربية مكلفا بالإشراف على مركز تونسومن سنة 2001 إلى 2006 اصطلع بمهام نائب الأمين العام لجامعة الدول العربية بالقاهرة مكلف بإعادة هيكلة الجامعة.
يوم 13 نوفمبر 2007 عين السيد نورالدين حشاد سفيرا للجمهورية التونسية باليابان وأستراليا مع الإقامة بالعاصمة طوكيو وقد نظم خلال اقامته باليابان معرضا منتقلا بين 10 مدن يابانية يبرز حضارة قرطاج ضم أكثر من 150 قطعة أثرية ثمينة وعدة لوحات من الفسيفساء التونسية.
وساهم يومي 11 و12 ديسمبر 2010 في تنظيم المنتدى الاقتصادي العربي الياباني بتونس وقد منحته جامعة طوكيو الدولية كرسيا شرفيا كأستاذ بها.
في جانفي 2011 وتضامنا مع ثورة الشعب التونسي، قدم السيد نورالدين حشاد استقالته من مهامه على رأس السفارة التونسية بطوكيو، وعين يوم 29 أوت 2011 رئيسا للجنة العليا لحقوق الإنسان فاقترح مشروع قانون يقر بمسؤولية الدولة بخصوص شهداء وجرحى الثورة وبضرورة تحمل تكاليف علاجهم إلا أنه استقال من هذه اللجنة يوم 12 ماي 2012 وقد وضح في ما بعد وعبر برنامج تلفزيوني بث سنة 2014 أنه استقال لأن مقترحاته لم تأخذ بعين الاعتبار من قبل حكومة حمادي الجبالي.

## استشهاد حشاد: القضية الأم
لقد كرس السيد نورالدين حشاد كامل وقته لإظهار الحقيقة حول استشهاد والده فرحات حشاد من قبل السلطات الاستعمارية الفرنسية فقام بالعديد من الأبحاث من خلال الأرشيفات ذات الصلة سواء بتونس أو بفرنسا أو بالولايات المتحدة الأمريكية وتوصل إلى جمع حوالي 5000 وثيقة هامة حول فرحات حشاد.
وفي سنة 2005 بعث «الجمعية التونسية للدراسات التاريخية والبحوث الاجتماعية» بهدف النهوض بالدراسات حول تاريخ الحركات الاجتماعية وتحينها وخاصة حول ارث فرحات حشاد ولكن الجمعية اصطدمت بعديد العراقيل فلم تنشط.
في سنة 2012 أسس السيد نورالدين حشاد «مؤسسة فرحات حشاد» التي شرعت في تنظيم الوثائق الخاصة بفرحات حشاد وترتيبها ورقمنتها ونظمت مكتبة تحتوي على آلاف الكتب التاريخية والعلاقات الدولية والعلوم الاجتماعية والسياسية وهي تعتزم تخصيص منح تتخصص لبعض الطلبة في هذه العناوين وبعثت جائزة فرحات حشاد للكرامة الإنسانية.

## الإصرار على معرفة الحقيقة
لم يتوفق السيد نورالدين حشاد عن مطالبة السلطات الفرنسية برفع التحجير عن ملف اغتيال والده الشهيد فرحات حشاد حيث يعتبرها «جريمة دولية» وقد قام سنة 1990 بما يلزم من إجراءات لرفع قضية لدى المحكمة الأوروبية ببلجيكا وفي سنة 2010 أرسل إلى الرئيس الفرنسي «نيكولا ساركوزي» حول رفع التحجير على الأرشيف الخاص بهذه القضية وقام برفع قضية مع العائلة للمطالبة بالحق الشخصي في «جريمة حرب» ضد أحد عناصر «اليد الحمراء» المسمى «أنطوان ميليرو» الذي اعترف
في شريط وثائقي بثته قناة «الجزيرة» بأنه يرى ان اغتيال فرحات حشاد كان عملا شرعيا وأنه مستعد لإعادته من جديد لو تتاح له الفرصة...

## حياته الخاصة
```
تزوج السيد نورالدين حشاد من السيدة أنيسة الماطري ابنة الزعيم الوطني محمود الماطري وقد تعرف عليها سنة 1973 وهي تقوم بأبحاث حول والدها فتزوجا وأنجبا ابنين: فرح وفرحات.
```

## وفاته
توفي صباح يوم الجمعة 28 فبراير 2025، عن عمر يناهز 80 عامًا.